# Anjuta
Anjuta is een geïntegreerde ontwikkelomgeving (IDE) geschreven voor het GNOME-project. Anjuta geeft ondersteuning bij het ontwikkelen van GTK+ en wxWidgets-toepassingen in C, C++, Java, JavaScript, Python en Vala. De IDE zit in de pakketbronnen van de belangrijkste Linuxdistributies, zoals Debian, Fedora, openSUSE en Ubuntu.

## Anjuta DevStudio (2.x)
Anjuta DevStudio beoogt een flexibel en uitbreidbaar IDE-framework te bieden en tegelijkertijd te zorgen voor de ontwikkeling van het gemeenschappelijke DevStudio-gereedschap. Libanjuta is het framework waarin de plug-ins gerealiseerd worden voor de verdere ontwikkeling van Anjuta DevStudio.
DevStudio integreert programmeertools, zoals de Glade Interface Designer en de GNOME Devhelp helpbrowser.

## Eigenschappen
In Anjuta zijn de volgende eigenschappen geïntegreerd:
- een interactieve debugger op basis van GDB en een geïntegreerde compiler,
- een broncode-editor met een broncodebrowser,
- een autocompletefunctie en syntaxiskleuring voor de broncode,
- een projectmanagementsysteem,
- verschillende applicatiewizards,
- een geïntegreerd versiebeheersysteem.

## Ontvangst en ontwikkeling
Het Duitse computertijdschrift LinuxUser erkende Anjuta 1.0.0 in 2002 als een goede stap om het aantal beschikbare, native GNOME/GTK-toepassingen uit te breiden, omdat de Anjuta een zeer intuïtieve grafische gebruikersomgeving heeft met nieuwe, handige functies. Anjuta heeft vanaf 1999 t/m 2016 een gestage ontwikkeling doorgemaakt, waarbij vanaf 2010 jaarlijks meestal 3 tot 5 nieuwe release versies gepubliceerd werden.